# عناصر مستوى فرعي s

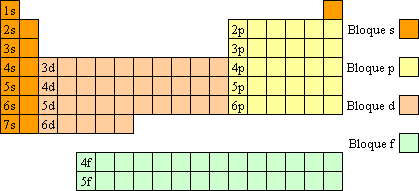

عناصر المستوى الفرعي s في الجدول الدوري للعناصر هي عناصر أول مجموعتين: الفلزات القلوية والفلزات القلوية الترابية، بالإضافة إلى الهيدروجين والهيليوم. وتتميز هذه العناصر بأنه في الحالة الذرية الأرضية فإن الإلكترون الذي له أعلى طاقة يكون في المدار s. عناصر المستوى الفرعي s كيمياء كهربية قوية، فيما عدا الهيليوم والذي يعتبر خامل كيميائيًا.

## موضوعات متعلقة
- المستويات الفرعية بالجدول الدوري.
  - عناصر المستوى الفرعي p
  - عناصر المستوى الفرعي d
  - عناصر المستوى الفرعي f
- الشكل الإلكتروني